# Куп пет нација 1912.
Куп пет нација 1912. (службени назив: 1912 Five Nations Championship) је било 31. издање овог најелитнијег репрезентативног рагби такмичења Старог континента. а 3. издање Купа пет нација.
Прво место су поделили Ирци и Енглези.

## Такмичење
Француска - Ирска 6-11
Шкотска - Француска 31-3
Енглеска - Велс 8-0
Велс - Шкотска 21-6
Енглеска - Ирска 15-0
Ирска - Шкотска 10-8
Ирска - Велс 12-5
Шкотска - Енглеска 8-3
Велс - Француска 14-8
Француска - Енглеска 8-18

## Табела
|   | Селекција                      | ИГ | Д | Н | И | ПД | ПП | ПР  | Б |  |
| - | ------------------------------ | -- | - | - | - | -- | -- | --- | - |  |
| 1 | Рагби репрезентација Енглеске  | 4  | 3 | 0 | 1 | 44 | 16 | +28 | 6 |  |
| 1 | Рагби репрезентација Ирске     | 4  | 3 | 0 | 1 | 33 | 34 | -1  | 6 |  |
| 3 | Рагби репрезентација Шкотске   | 4  | 2 | 0 | 2 | 53 | 37 | +16 | 4 |  |
| 3 | Рагби репрезентација Велса     | 4  | 2 | 0 | 2 | 40 | 34 | +6  | 4 |  |
| 5 | Рагби репрезентација Француске | 4  | 0 | 0 | 4 | 25 | 74 | -69 | 0 |  |